# Torno Largo 3.ª Sección (Sabanilla)
Torno Largo 3.ª Sección (Sabanilla) es una localidad del municipio de Centro ubicado en la subregión centro del estado mexicano de Tabasco.

## Geografía
La localidad de Torno Largo 3.ª Sección (Sabanilla) se sitúa en las coordenadas geográficas 17°53′55″N 92°52′53″O / 17.898611, -92.881389, a una elevación de 3 metros sobre el nivel del mar.

## Demografía
Según el Conteo de Población y Vivienda 2020, efectuado por el Instituto Nacional de Estadística y Geografía, la localidad de Torno Largo 3.ª Sección (Sabanilla) tiene 612 habitantes, de los cuales 299 son del sexo masculino y 313 del sexo femenino. Su tasa de fecundidad es de 2.18 hijos por mujer y tiene 171 viviendas particulares habitadas.
| Gráfica de evolución demográfica de Torno Largo 3.ª Sección (Sabanilla) entre 1970 y 2020 |
|                                                                                           |
| INEGI.                                                                                    |